# Cap de Carnsore
Le Cap Carnsore (Carn tSóir ou Ceann an Chairn en irlandais) (Yola; Carnagh) s'étend à la pointe sud-est du Comté de Wexford, en Irlande. Il marque conventionnellement la limite sud de la mer d'Irlande.
C'est également à partir de ce cap que s'ouvre le canal Saint-Georges, détroit qui délimite les eaux de la mer d'Irlande de celles de l'océan Atlantique.
Le point appelé Ἱερον (Hieron, « pointe sacrée ») dans la Géographie de Ptolémée (IIe siècle) à propos de l'Hibernie fait sans doute référence à Carnsore.

## Centrale nucléaire avortée
C'était le site retenu pour la centrale de Nuclear Energy Board programmée dans les années 1970, et dont l'énergie aurait été distribuée par l'Electricity Supply Board. Envisagé dès 1968, le projet fut accéléré par le gouvernement irlandais après le premier choc pétrolier. Le programme envisageait une, puis finalement quatre centrales nucléaires, mais il fut (discrètement) abandonné à la fin des années 1970 étant donné l'opposition de mouvements écologistes, dont l'antenne de Wexford de la Nuclear Safety Association.
La campagne contre ce projet bénéficiait en effet de plus en plus de partisans à l'étranger, et la militante allemande Petra Kelly s'était déplacée à Carnsore pour un meeting de soutien. L'une des militantes, Adi Roche, accéda d'ailleurs à la célébrité après la catastrophe nucléaire de Tchernobyl, en tant que fondatrice de l'ONG Chernobyl Children International. Les mouvements antinucléaires ont organisé rassemblements et concerts au cap Carnsore tous les étés, de 1978 (18–20 août) à 1981, sous le slogan Get To The Point puis "Back To The Point" avec en vedette Christy Moore : les concerts connurent à l'époque un énorme succès et popularisèrent la cause anti-nucléaire en Irlande.
Toutefois, un mouvement ouvrier pro-nucléaire, la British and Irish Communist Organisation, tenta (en vain) de s'opposer au premier concert.

## Voir également
- (en) Cet article est partiellement ou en totalité issu de l’article de Wikipédia en anglais intitulé « Carnsore Point » (voir la liste des auteurs).
- Loi sur l'énerge nucléaire (An Bord Fuinnimh Núicléigh, 1971)
- (en) Carnsore: Why Ireland never got nuclear power
- ESB inaugure un champ éolien à Carnsore Point